# عسل‌خوار میکرونزی
عسل‌خوار میکرونزی (نام علمی: Myzomela rubratra) نام یک گونه از سرده عسل‌خوارهای کوتوله است.